# 大烏斯季亞
51°26′12″N 32°31′25″E / 51.43667°N 32.52361°E
大烏斯季亞（烏克蘭語：Велике Устя），是烏克蘭北部的村莊，隸屬切爾尼希夫州的科留基夫卡區。該村始建於1650年，面積1.53平方公里，海拔高度117米，2001年人口522，人口密度每平方公里341.18人。